# Hoogheemraadschap De Stichtse Rijnlanden
Het waterschap Hoogheemraadschap De Stichtse Rijnlanden  is een waterschap in de Nederlandse provincies Utrecht en Zuid-Holland, op het gebied van 21 gemeenten. In het gebied wonen 750.000 mensen. Het hoofdkantoor staat in Houten.

## Taken
Het waterschap heeft diverse taken op het gebied van de waterhuishouding. Volgens eigen terminologie draagt het zorg voor:
- veilige dijken (waterkeringen)

- dijken en kades voldoende hoog, stevig en in goede conditie
- schoon water (waterkwaliteit)

- schoon en helder water in sloten en plassen
- afvalwater zuiveren middels 17 rioolwaterzuiveringsinstallaties
- droge voeten (waterkwantiteit)

- zorgen dat het (oppervlakte)water niet te hoog of te laag staat.
- regenwater zo veel mogelijk vasthouden, zodat het in droge tijden benut kan worden
- beheer van de volgende vaarwegen:

- Grecht: van sluis Woerdense Verlaat tot Blokhuisbrug in Woerden (Oude Rijn)
- Oude Rijn: van sluis Haanwijk te Harmelen tot en met de singels in de stad Woerden
- Leidse Rijn: van het Amsterdam-Rijnkanaal tot sluis Haanwijk in Harmelen
- Dubbele Wiericke: van Oude Rijn (Nieuwerbrug) tot Goejanverwellesluis (Hollandse IJssel)
- Jaap Bijzerwetering: van singel Woerden tot 300 m noordelijk van Rijksweg 12
- Korte Linschoten: van Jaap Bijzerwetering tot kern Linschoten
- Lange Linschoten: van kern Linschoten tot sluis Oudewater (Hollandse IJssel)
- Montfoortse Vaart: van kern Linschoten tot sluis Montfoort (Hollandse IJssel)
- Kromme Rijn: van Wijk bij Duurstede tot Utrecht
In de vaarwegen legt het waterschap ten behoeve van de beroeps- en recreatievaart voorzieningen aan en houdt deze in stand. Daarnaast regelt het waterschap voor deze vaarwegen de verkeersregeling te water.
In tijden van grote droogte is het Hoogheemraadschap betrokken bij het inlaten van zoetwater naar West-Nederland. Dit wordt aangeduid met KWA, Klimaatbestendige Wateraanvoervoorziening.

## Bestuur
Dijkgraaf is Jeroen Haan. De 30 zetels van het algemeen bestuur zijn als volgt verdeeld:
- 26 leden zijn rechtstreeks gekozen door de inwoners van het gebied
- 2 leden vertegenwoordigen de agrariërs in het gebied en zijn benoemd
- 2 leden vertegenwoordigen de bos- en natuureigenaren in het gebied en zijn benoemd

## Geschiedenis
Het waterschap is in 1994 ontstaan uit de voormalige waterschappen Kromme Rijn, Leidse Rijn en Lopikerwaard. Op dat moment kwamen ook de stedelijke gebieden van de gemeenten Utrecht, De Bilt en Maarssen in waterschapsverband. Tot die tijd verzorgden deze gemeenten zelf hun waterhuishoudkundige taken. Omdat het gebied van het voormalig waterschap Maartensdijk afwaterde op de stad Utrecht is dit gebied aan het beheersgebied van De Stichtse Rijnlanden toegevoegd. Eerder viel dit gebied onder het voormalig Hoogheemraadschap Amstel en Vecht.
In 1995 is het Groot-Waterschap van Woerden toegevoegd. Hieraan ging een lange en soms felle discussie vooraf of dit groot-waterschap bij De Stichtse Rijnlanden of Hoogheemraadschap van Rijnland moest worden ondergebracht. Uit waterstaatkundig oogpunt lag Rijnland het meest voor de hand. Het Utrechtse provinciebestuur, dat in deze zaak leidend was, koos echter uit politieke overwegingen voor aansluiting van Woerden bij het 'eigen' hoogheemraadschap De Stichtse Rijnlanden.
In 1997 heeft Hoogheemraadschap De Stichtse Rijnlanden als een van de eerste waterschappen in Nederland het waterkwaliteitsbeheer in zijn portefeuille gekregen. Voorheen was dit ondergebracht in het takenpakket van de provincie. Dat was mede een gevolg van de opname van het Groot-Waterschap van Woerden. Dit oefende het kwaliteitsbeheer al langer uit en die situatie bleef tussen 1995 en 1997 bestaan voor het werkgebied van dit voormalige schap.

## Trivia
Een verre voorganger van Hoogheemraadschap De Stichtse Rijnlanden is Hoogheemraadschap van de Lekdijk Bovendams. Deze laatste heeft in 1648 eeuwigdurende obligaties uitgegeven waarop nog steeds rente moet worden uitbetaald, in dit geval jaarlijks 11,35 euro (voorheen 25 gulden per jaar) aan de huidige houder van deze obligaties. Er bestaan er nog vijf, een ervan is in het bezit van Yale University in de Verenigde Staten.